# 志鈞 (光緒進士)
志鈞（1854年—?），字仲鲁，号陶安，他塔拉氏，滿洲鑲紅旗人，清朝政治人物、進士出身。
光緒九年（1883年），参加癸未科殿試，登進士二甲2名。同年五月，改翰林院庶吉士。光緒十二年四月，散館，授翰林院編修。

## 家庭
- 祖父裕泰，兵部尚書。
- 父長敬，重慶府知府。
- 胞兄志銳，光緒六年（1881）進士。
- 堂妹系光绪帝瑾妃和珍妃（父禮部侍郎长叙）。